# Vadim Harchenko
Vadim Vitalyevich Harchenko - em russo: Вадим Витальевич Харченко (28 de maio de 1984) é um futebolista quirguiz que já atuou no futebol local e também da Turquia, além de defender a seleção de seu país desde 2003.

## Carreira
Harchenko disputou o Campeonato Quirguiz entre 2002 e 2015, por Dordoi Bishkek (em 2003, o clube se chamava Dordoi-Narin) e Alga Bishkek (SKA-PVO/SKA-Shoro entre 2003 e 2005), além de jogar por empréstimo em Ordabasy e TKI Tavsanli Linyitspor, onde jogou o segundo semestre de 2013.

## Seleção Quirguiz
Faz parte da Seleção nacional do Quirguistão desde 2003, sendo o jogador que mais atuou pela equipe, com 54 partidas, além de marcar 3 gols.

## Links
- Vadim Harchenko - NationalFootballTeams.com